# キーロン・ダイアー
キーロン・ダイアー（Kieron Dyer, 1978年12月29日 - ）は、イングランド・イプスウィッチ出身の元サッカー選手。現役時代のポジションはミッドフィールダー。
元イングランド代表ミッドフィールダー。右サイドハーフを本職とするが、右サイドバックやセンターハーフでもプレーする事が出来る。

## クラブ経歴
1996年に生まれ育ったイプスウィッチのクラブ、イプスウィッチ・タウンFCでプロデビュー。チームはプレミアリーグ昇格にほど遠く、彼自身の知名度もそれほど上がらなかった。
1998年頃から注目されるようになり、1999年に2部の選手としては破格の600万ポンドでニューカッスル・ユナイテッドFCに入団した。その後はダイアー憧れのルート・フリットの跡を継いで監督になったボビー・ロブソンの下で、2002-03シーズン、2003-04シーズンのUEFAチャンピオンズリーグ本戦出場の原動力になるなどチームの中核となった。しかしながら2001年に脛を負傷し、10か月間離脱するなど怪我に悩まされた。
2005年4月にプレミアリーグ試合中に当時チームメイトであったリー・ボウヤーと突然掴み合いの喧嘩となり、翌日の新聞に2人がピッチ上でクロスカウンターを見舞っている写真が掲載された。
2007年7月、ニューカッスルからウェストハムへの移籍交渉が進められ、一時はクラブ間でも合意、ウェストハムとダイアーとの交渉も合意に達し移籍がほぼ決まっていたが、ニューカッスルが600万ポンド（約13億4000万円）の移籍金に難色を示し、移籍交渉が決裂。2007年8月、移籍交渉が再開され移籍金で双方のチームが合意、移籍が正式に決定した。2011年3月、古巣であるイプスウィッチへ1か月間の期限付き移籍した。
2010-11シーズン終了と共にウェストハムを退団し、クイーンズ・パーク・レンジャーズFCに1年契約で加入した。
2013年1月にQPRを退団してミドルズブラFCでトレーニングを積んでいたが、同月末に短期の契約をした。同年7月、現役を引退し指導者の道を歩むことを発表した。

## 代表経歴
代表としてはケビン・キーガン監督によって1999年のルクセンブルク戦でデビュー、スヴェン＝ゴラン・エリクソン監督に変わってからは長い負傷離脱から復帰したばかりにもかかわらず2002 FIFAワールドカップメンバーに選出、ベスト8入りを経験している。

## 代表歴

### 出場大会
- イングランド代表
  - 2002 FIFAワールドカップ

### 試合数
- 国際Aマッチ 33試合 0得点（1999年-2007年）[6]

| イングランド代表 | 国際Aマッチ | 国際Aマッチ |
| 年               | 出場        | 得点        |
| ---------------- | ----------- | ----------- |
| 1999             | 3           | 0           |
| 2000             | 5           | 0           |
| 2001             | 0           | 0           |
| 2002             | 5           | 0           |
| 2003             | 6           | 0           |
| 2004             | 6           | 0           |
| 2005             | 3           | 0           |
| 2006             | 0           | 0           |
| 2007             | 5           | 0           |
| 通算             | 33          | 0           |

## タイトル
- ファーストディヴィジョン PFA年間ベストイレブン 1997-98, 1998-99